# Czekoty
Czekoty (ros. Чекоты) – wieś (dieriewnia) w Rosji, w obwodzie kirowskim, w rejonie kumiońskim. W 2010 liczyła 209 mieszkańców.